# Moosburg an der Isar
Moosburg an der Isar è un comune tedesco di 17 284 abitanti, situato nel land della Baviera.

## Storia
Durante la seconda guerra mondiale fu sede di un campo di prigionia nazista, lo Stalag VII-A. Il campo fu aperto nel settembre 1939 ed ospitò prigionieri di guerra provenienti da 26 paesi belligeranti contro la Germania. Il campo liberato il 29 aprile 1945, dopo uno scontro tra i vittoriosi americani del Combat Command A della quattordicesima divisione armata ed i difensori tedeschi della diciassettesima SS Panzer Grenadier Division. Dopo essere stato per un breve periodo campo di prigionia per i tedeschi sospettati di attività crimanali durante il regime nazista, il campo divenne un quartiere cittadino, denominato Moosburg-Neustadt.